# Cerrito (Paraguay)
Cerrito is een gemeente (in Paraguay un distrito genoemd) in het departement Ñeembucú, en telt ongeveer 5700 inwoners.
De gemeente ligt aan de Paraná rivier op de grens met Argentinië.
De naam is afgeleid van de een kleine heuvel (cerrito) met uitzicht op het stadje, de rivier en de omgeving.